# Удодовский
Удодовский — хутор в Новоаннинском районе Волгоградской области России, в составе Тростянского сельского поселения.
Население 182 человека (2010).

## История
В 1966 г. Указом Президиума ВС РСФСР хутор отделения № 1 совхоза «Тростянский» переименован в Удодовский.

## География
Расположен в северо-западной части области, в лесостепи, в пределах Хопёрско-Бузулукской равнины, являющейся южным окончанием Окско-Донской низменности. Есть три пруда.

## Население
| 2010 |
| ---- |
| 182  |

Гендерный состав
По данным Всероссийской переписи населения 2010 года в гендерной структуре населения из 182 человек мужчин — 86, женщин — 96 (47,3 и 52,7 % соответственно).
Национальный состав
Согласно результатам переписи 2002 года, в национальной структуре населения
русские составляли 70 % из общей численности населения в 249 человек.

## Инфраструктура
Развитое сельское хозяйство, действовало отделение совхоза «Тростянский». Личное подсобное хозяйство.

## Транспорт
Просёлочные дороги.